# Larbaâ (Blida)
Larbaâ (em árabe: الأربعاء) é uma cidade e comuna localizada na província de Blida, Argélia. Segundo o censo de 2008, a população total da cidade era de 83 819 habitantes.